# Антропов, Тимофей Иванович
Тимофей Иванович Антропов — советский хозяйственный, государственный и политический деятель.

## Биография
Родился в 1905 году в Ново-Сокольниках. Член КПСС с 1924 года.
С 1924 года — на хозяйственной, общественной и политической работе. В 1924—1958 гг. — на журналистской и политической работе, декан Всесоюзного коммунистического института журналистики, заведующий Отделом печати Орловского областного комитета ВКП(б), директор Орловской областной партийной школы, секретарь Орловского областного комитета ВКП(б) по пропаганде и агитации, заведующий Отделом печати Управления пропаганды и агитации ЦК ВКП(б), редактор газеты «Советский воин», заведующий отделением журналистики филологического факультета Московского государственного университета.
Делегат XVIII съезда ВКП(б).
Умер в Москве в 1958 году.